# Clube Atlético Ouriense
Maillots
Atlético Ouriense est un club de football féminin situé à Ourém au Portugal. Le club a été créé en 2008.

## Histoire
Le club est créé en 2008 et est promu en première division portugaise en 2011. Lors de la saison 2012-2013 Ouriense crée la surprise en gagnant le titre de champion du Portugal et mettant fin à onze années de domination du SU 1° Dezembro.
La saison suivante le club gagne le doublé championnat et coupe. Lors de la saison 2014-2015 pour sa deuxième participation à la Ligue des champions féminine de l'UEFA, Ouriense passe le premier tour de qualification mais sera éliminé en seizième de finale par le club danois Fortuna Hjørring, c'est à ce jour la seule équipe féminine portugaise à passer le premier tour.
Après la saison 2016-2017, le club est relégué en deuxième division à la suite du passage du championnat de 14 à 12 équipes. En 2018, Ouriense profite du désistement d'União Ferreirense pour être admis en première division.

## Résultats sportifs

### Palmarès
- Vainqueur du Championnat du Portugal de football féminin : 2 fois — 2012-13 et 2013-14.
- Vainqueur de la Coupe du Portugal féminine de football : 1 fois — 2013-14.
- Vainqueur du Championnat du Portugal de football féminin D2 : 1 fois — 2011-12

### Bilan saison par saison
Le tableau suivant retrace le parcours du club depuis sa création.
| Édition   | Division 1                                       | Division 2              | Divisions régionales | Coupe du Portugal | Supercoupe du Portugal | Coupe de la Ligue | Coupes Européennes                                    |
| 2008-2009 | -                                                | 4e Phase de manutention | -                    | -                 | -                      | -                 | -                                                     |
| 2009-2010 | -                                                | 6e Série E              | -                    | 1/32e de finale   | -                      | -                 | -                                                     |
| 2010-2011 | -                                                | 3e Série D              | -                    | 1/32e de finale   | -                      | -                 | -                                                     |
| 2011-2012 | -                                                | 1er Seconde Phase       | -                    | 1/32e de finale   | -                      | -                 | -                                                     |
| 2012-2013 | Champion                                         | -                       | -                    | 1/2 de finale     | -                      | -                 | -                                                     |
| 2013-2014 | Champion                                         | -                       | -                    | Vainqueur         | -                      | -                 | 2e Gr.D, Phase de qualification Ligue des championnes |
| 2014-2015 | 1er Championnat régulier 3e Phase Finale         | -                       | -                    | 1/4 de finale     | -                      | -                 | 1/16e de finale                                       |
| 2015-2016 | 5e Championnat régulier 1er Phase de Manutention | -                       | -                    | 1/4 de finale     | -                      | -                 | -                                                     |
| 2016-2017 | 11e                                              | -                       | -                    | 1/4 de finale     | -                      | -                 | -                                                     |
| 2023-2024 | 12e                                              |                         | -                    | 1/8e de finale    | -                      | -                 | -                                                     |
| 2024-2025 | -                                                | -                       | -                    | 1/16e de finale   | -                      | -                 | -                                                     |

## Statistiques

### Parcours européen

#### 2013-2014
| Saison    | Compétition                            | Tour                              | Pays | Club             | Scores |         |
| --------- | -------------------------------------- | --------------------------------- | ---- | ---------------- | ------ | ------- |
| 2013-2014 | Ligue des champions féminine de l'UEFA | Phase de qualification - groupe D |      | FC Zürich Frauen | 0-5    |         |
|           |                                        |                                   |      | KÍ Klaksvík      | 2-1    |         |
|           |                                        |                                   |      | ŽFK Ekonomist    | 1-1    | Éliminé |

#### 2014-2015
| Saison    | Compétition                            | Tour                              | Pays | Club                      | Scores  |          |
| --------- | -------------------------------------- | --------------------------------- | ---- | ------------------------- | ------- | -------- |
| 2014-2015 | Ligue des champions féminine de l'UEFA | Phase de qualification - groupe H |      | Standard de Liège         | 1-0     |          |
|           |                                        |                                   |      | Cardiff Metropolitan LAFC | 1-2     |          |
|           |                                        |                                   |      | ASA Tel-Aviv              | 2-1     | Qualifié |
|           |                                        | 1/16e                             |      | Fortuna Hjørring          | 0-3/0-6 | Eliminé  |